# 亨特 (愛達荷州)
亨特（英語：Hunt）是位於美國愛達荷州傑羅姆縣的一個非建制地區。該地的面積和人口皆未知。

## 地理
亨特的座標為42°40′42″N 114°15′00″W / 42.67833°N 114.25000°W，而該地的平均海拔高度為1209米（即3966英尺）。